# 피그미반지꼬리주머니쥐
피그미반지꼬리주머니쥐(Pseudochirulus mayeri)는 반지꼬리주머니쥐과에 속하는 유대류의 일종이다. 인도네시아 서파푸아와 파푸아뉴기니에서 발견된다. 산지 숲 지역에서 서식한다. 중부 코르디예라 지역에 널리 분포하며, 해발 고도 1500m와 3600m 사이에서 서식한다.